# (35176) 1993 TK21
1993 TK21 (asteroide 35176) é um asteroide da cintura principal. Possui uma excentricidade de 0.10947350 e uma inclinação de 7.71080º.
Este asteroide foi descoberto no dia 10 de outubro de 1993 por Henry E. Holt em Palomar.